# Palita Padalipta
Palita Padalipta, indijski pisatelj in pesnik, živel v 2. stoletju.

## Dela
- roman Tarangavati